# Kurt Marshall
Kurt Marshall nome d'arte di James Allen Rideout, Jr.; (Waterville, 13 novembre 1965 – Los Angeles, 10 ottobre 1988) è stato un modello e attore statunitense che ha recitato in alcuni film pornografici gay a metà degli anni '80.
Sebbene sia apparso in soli quattro film e abbia lavorato soltanto due anni nell'industria del porno, è stato definito nel 2006 uno dei primi 100 pornostar gay di tutti i tempi. È considerato uno dei più bei pornostar gay degli anni '80.

## Biografia

### Giovinezza
Kurt Marshall nacque come James Rideout, Jr. a Waterville, nel Maine, uno di 15 figli. Fin da ragazzo si dimostrò molto bravo nello sport, ottenendo vari riconoscimenti nel nuotoe nell'atletica leggera. Dopo il liceo, si trasferì a San Francisco e iniziò a frequentare la San Francisco State University. Iniziò la carriera da pornodivo per guadagnare con facilità e pagarsi gli studi che abbandonerà comunque poco tempo dopo.

### Carriera
Nel 1984, all'età di 18 anni, si trasferì a Los Angeles e recitò nel suo primo film Sizing Up, del produttore Matt Sterling, con il collega Mark Miller. In breve tempo realizzò altri tre film l'anno successivo, tutti per la Falcon Studios: The Other Side of Aspen II (omaggio al noto The Other Side of Aspen del 1978 con Casey Donovan e Al Parker), Splash Shots e Night Flight. Marshall ebbe così modo di lavorare con altri attori hard già affermati come Scott O'Hara. L' Adult Video News (AVN), la pubblicazione commerciale dell'industria cinematografica per adulti, ha successivamente valutato il film The Other Side of Aspen II come il nono film porno gay più innovativo e influente di tutti i tempi nel 2005. Al secondo film di Marshall, Splash Shots, è stato attribuito il merito di aver reso il sesso intorno alla piscina un tropo del porno gay.
Era un sostenitore dei diritti dei gay.

### Morte
Marshall, che ammise di essere tossicodipendente, risultò positivo all'HIV nel 1986 e pertanto si ritirò dalle scene dopo soli due anni di attività. Rivelò di essere omosessuale alla sua famiglia in quello stesso periodo ed entrò in un programma di riabilitazione dalla droga. Si trasferì a San Diego, in California, nel 1987, ma tornò a Los Angeles in quello stesso anno per le cure della malattia. Morì il 10 ottobre 1988, a 22 anni, all'Hollywood Presbyterian Medical Center. La causa ufficiale della morte fu una insufficienza renale dovuta all'abuso di sostanze e come conseguenza dell'AIDS.
Fu sepolto nel Pine Grove Cementery di Waterville.

## Filmografia
- Sizing Up: Before Your Very Eyes, regia di Matt Sterling (1984)
- Splash Shots: Memories of Summer, regia di Bill Clayton (1985)
- Night Flight, regia di John Travis e Ron Jeremy (1985)
- The Other Side of Aspen 2, regia di John Travis (1986)